# (3254) Bus
(3254) Bus – planetoida należąca do zewnętrznej części pasa głównego asteroid okrążająca Słońce w ciągu 7 lat i 321 dni w średniej odległości 3,96 au. Została odkryta 17 października 1982 roku przez Edwarda Bowella. Nazwa planetoidy pochodzi od Schelte Busa (ur. 1956), amerykańskiego astronoma, odkrywcy ponad półtora tysiąca asteroid. Przed nadaniem nazwy planetoida nosiła oznaczenie tymczasowe (3254) 1982 UM.